# 白粥

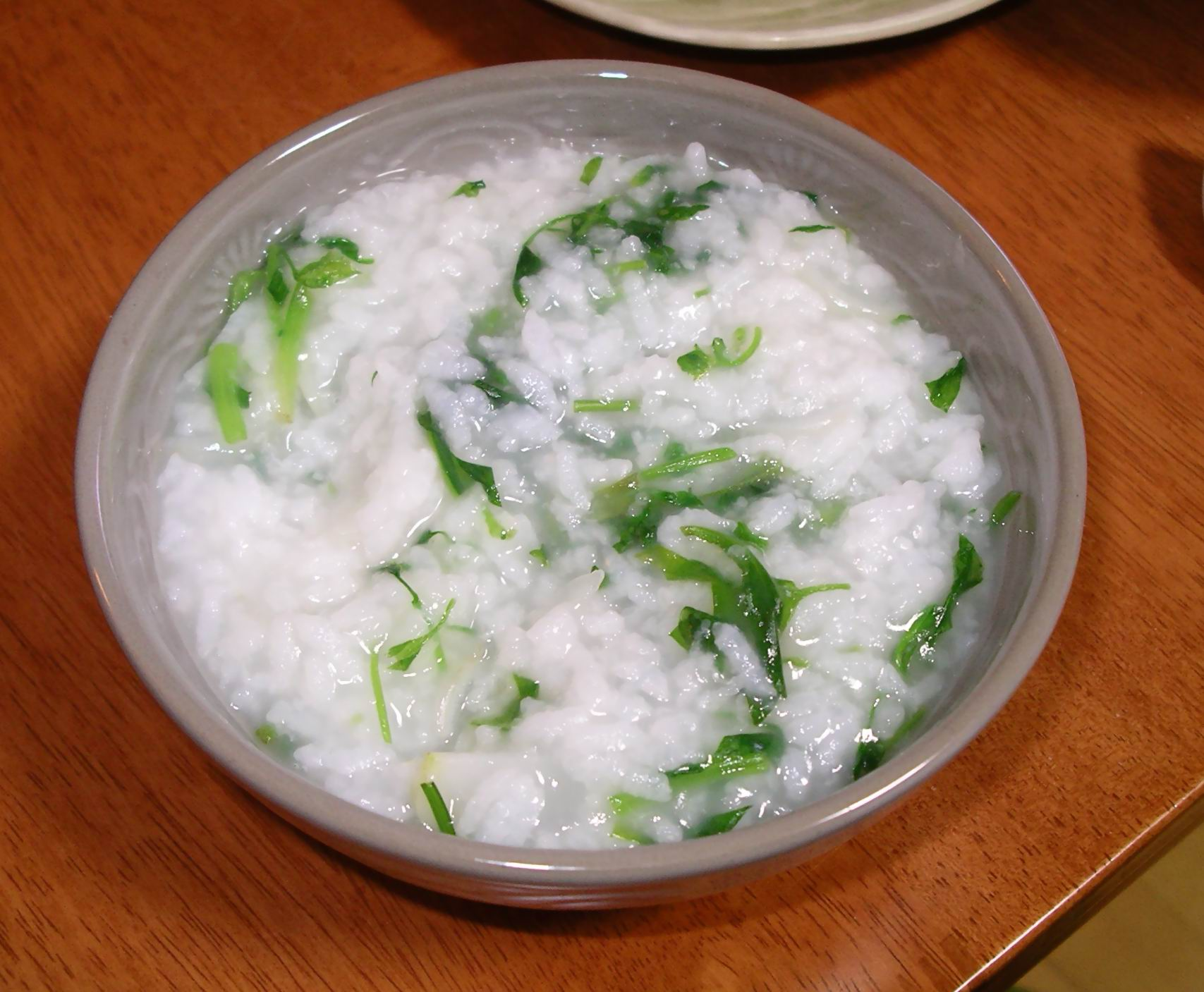
齋粥

白粥（某些食肆也管它叫齋粥、米皇）是沒有放佐料的廣東粥，白粥配油炸鬼是傳統的廣東早餐。有些行內人習慣稱白粥為「靚女」。上好的白粥，以絲苗白米明火煮數小時而成，又加入腐竹和鹼水令其更軟滑，有時會加白果調味。講求的是軟、綿、滑。一般白粥沒有味道，吃的時候可加入鹽來調味。部分食肆會用大地魚湯煲粥。

## 另見
- 粥